# Wild Child (The Doors)
Wild Child è una canzone del gruppo rock statunitense The Doors, scritta dal cantante Jim Morrison. La canzone venne estratta dall'album The Soft Parade e pubblicata nel dicembre 1968 come B-side del singolo Touch Me.

## Posizioni Chart
| Anno | Singolo               | Chart             | Posizione |
| ---- | --------------------- | ----------------- | --------- |
| 1968 | "Touch Me/Wild Child" | Billboard Hot 100 | 3         |